# Medaglia della battaglia di Grahovac
La Medaglia della battaglia di Grahovac fu una medaglia commemorativa concessa dal Principato del Montenegro per commemorare la vittoria nella guerra d'indipendenza del paese.

## Storia
La medaglia venne istituita dal principe Danilo I del Montenegro all'indomani della vittoria dei montenegrini sugli ottomani nel corso della battaglia di Grahovac. Lo scontro, che rappresentò un passo decisivo verso l'indipendenza del principato e fu il chiaro segno dell'indebolimento del potere ottomano nell'area dei Balcani, venne concessa a quanti presero parte allo scontro.

## Insegne
Medagliaè costituita da un disco di alpacca di 32.5 mm sul quale è presente, sul diritto, dei trofei militari di bandiere e cannoni attorniati da scritte in cirillico. Sul retro, si trova una croce latina raggiante all'interno di una corona di rami d'alloro e di quercia, sotto la quale si trova la data della battaglia, il 1º maggio 1858. Attorno si trova l'iscrizione in cirillico commemorativa della guerra d'indipendenza. La medaglia è sostenuta al nastro tramite una corona d'alloro d'argento.
Nastrorosso con una striscia bianca per parte.